# Walther G. Hoffmann
Walther Gustav Hoffmann (* 8. Februar 1903 in Hartmannsdorf, Landkreis Lauban, Provinz Schlesien; † 2. Juli 1971) war Professor für Volkswirtschaftslehre an der Westfälischen Wilhelms-Universität in Münster. Er wurde bekannt für seine Arbeiten über das Wirtschaftswachstum der deutschen und englischen Volkswirtschaften.

## Leben und Werk
Hoffmann besuchte Schulen in Lauban und Görlitz und studierte anschließend Wirtschaftswissenschaften an der Eberhard Karls Universität Tübingen und am Institut für Weltwirtschaft in Kiel. 1929 wurde er in Tübingen bei Adolf Löwe promoviert und arbeitete anschließend bis 1945 am Institut für Weltwirtschaft. Seit 1943 war er außerordentlicher Professor in Kiel, 1945 wurde er auf einen Lehrstuhl an die Westfälische Wilhelms-Universität Münster berufen. 1946 wurde er als Nachfolger von Heinrich Weber Direktor der Sozialforschungsstelle Dortmund. Ferner hat er mit den Professoren Heinrich Weber und Adolf Kratzer im Herbst 1945 das Studentenwerk Münster mitbegründet und in den folgenden Jahren entscheidende Aufbauarbeit geleistet. Von 1953 bis 1956 war er Inhaber des Robert-Schumann-Lehrstuhls an Europakolleg in Brügge. Von 1948 bis 1969 war Hoffmann außerdem Mitglied des wissenschaftlichen Beirates des Bundeswirtschaftsministeriums. Er war auch anderweitig in der Politikberatung tätig, insbesondere bezüglich der Industrialisierung in Entwicklungsländern. 1954 und 1956 wurde er zum Präsidenten des Vereins für Socialpolitik gewählt. Von 1948 bis 1968 war er Mitherausgeber der Zeitschrift für die gesamte Staatswissenschaft.
Am 8. Juli 1964 erhielt Walther G. Hoffmann die Ehrenpromotion der Freien Universität Berlin für seine grundlegenden Analysen über Probleme des wirtschaftlichen Wachstums, der Einkommensverteilung und Lohnstruktur. Er habe entscheidende Anregungen gegeben und internationales Ansehen gewonnen.
Auf Hoffmanns Initiative hin wurde der US-amerikanische Pionier einer quantitativ orientierten Wirtschaftsgeschichte Richard H. Tilly im Herbst 1966 an die Universität Münster auf den Lehrstuhl für Wirtschafts- und Sozialgeschichte berufen sowie zum Direktor des Instituts für Wirtschafts- und Sozialgeschichte der Universität Münster ernannt.
Hoffmann war Herausgeber und federführender Autor des bedeutenden Werkes „Das Wachstum der deutschen Wirtschaft seit der Mitte des 19. Jahrhunderts“. Es werden auf über 800 Seiten in 250 Tabellen fast alle für die wirtschaftliche Entwicklung interessanten Zeitreihen zwischen 1850 und 1960 aufgeführt und teilweise durch Schätzverfahren ergänzt.

### Nachwirken
Da in jüngster Zeit mögliche Fehler der Hoffmannschen Daten diskutiert worden sind, wurde in einem Forschungsprojekt der Universität Münster versucht, Fehler der Daten zu korrigieren und eine neue Serie des deutschen Nettosozialprodukts für die Jahre 1851–1913 vorzulegen.

## Veröffentlichungen
- Stadien und Typen der Industrialisierung. Jena 1931; ergänzte englische Übersetzung: The Growth of Industrial Economies. Manchester University Press 1958.
- Das Wachstum der Deutschen Wirtschaft seit der Mitte des 19. Jahrhunderts (1965), Springer-Verlag, ISBN 3-54-003274-6.
- Die Bedingungen des Wirtschaftswachstums in Vergangenheit und Zukunft. Gedenkschrift für Walther G. Hoffmann (1984), Hrsg. Ernst Helmstädter, Tübingen, ISBN 3-16-344727-9.
- Untersuchungen zum Wachstum der deutschen Wirtschaft (1971), Tübingen, ISBN 3-16-331652-2.
- Das deutsche Volkseinkommen: 1851-1957 (1959), Tübingen.
- Probleme des räumlichen Gleichgewichts in der Wirtschaftswissenschaft (1959), Berlin, Schriften des Vereins für Socialpolitik NF 14.
- Wachstum und Wachstumsformen der englischen Industriewirtschaft von 1700 bis zur Gegenwart (1940), Jena, Fischer.